# Ідзькі-Млиновські
Ідзькі-Млиновські (пол. Idźki Młynowskie) — село в Польщі, у гміні Соколи Високомазовецького повіту Підляського воєводства.
Населення — 73 особи (2011).
У 1975-1998 роках село належало до Ломжинського воєводства.

## Демографія
Демографічна структура станом на 31 березня 2011 року:
|          | Загалом | Допрацездатний вік | Працездатний вік | Постпрацездатний вік |
| -------- | ------- | ------------------ | ---------------- | -------------------- |
| Чоловіки | 44      | 11                 | 28               | 5                    |
| Жінки    | 29      | 6                  | 16               | 7                    |
| Разом    | 73      | 17                 | 44               | 12                   |